# 歌之王子殿下
《歌之王子殿下》是2010年6月24日由Broccoli公司发售的PlayStation Portable用恋爱冒险游戏系列作品，為少女遊戲，亦被改編為電視動畫、小說和漫畫。

## 系列概要

### 本編
- 2010年6月24日 - 『 歌之王子殿下 』（うたの☆プリンスさまっ♪）

本系列的正篇故事。故事全12章，每章有ADV部分和小游戏部分组成。其中ADV部分是全语音。
- 2011年8月11日 - 『歌之王子殿下 Repeat』（うたの☆プリンスさまっ♪ Repeat）

對正篇故事進行追加與修正之現行版本。CG全部重画，系统也有改善，追加了可以在FAN DISK中继承的记录功能，本篇END之后有追加的日后谈。

### Fan Disk
- 2010年12月23日 - 『 歌之王子殿下-Amazing Aria- 』（うたの☆プリンスさまっ♪ -Amazing Aria-）

正篇故事的Fan Disk後日談A片，主要人物為A班男性角色。
- 2011年2月10日 - 『歌之王子殿下-Sweet Serenade-』（うたの☆プリンスさまっ♪ -Sweet Serenade-）

正篇故事的Fandisk後日談B片，主要人物為S班男性角色。

### 續篇
- 2012年5月24日 - 『歌之王子殿下 Debut』（うたの☆プリンスさまっ♪ Debut）

本系列的正篇故事第二作，原定於3月22日發售，但因諸多原因而延至5月24日。
- 2013年3月7日 - 『 歌之王子殿下 All Star』（うたの☆プリンスさまっ♪ All Star）

本系列的正篇故事第三作。
- 2015年3月12日 - 『歌之王子殿下 All Star After Secret』（うたの☆プリンスさまっ♪ All Star After Secret）

### 音樂遊戲
- 2011年11月24日 - 『歌之王子殿下 MUSIC』（うたの☆プリンスさまっ♪ MUSIC）

收錄目前為止發行的遊戲內樂曲之音樂遊戲。
- 2013年9月5日 - 『歌之王子殿下 MUSIC2』（うたの☆プリンスさまっ♪ MUSIC2）

### 迷你遊戲
- 2014年6月26日 - 2016年3月31日 『UTA☆PRI ISLAND』（うた☆プリアイランド）iOS版

歌之王子殿下的迷你手機遊戲。
- 2015年4月8日 - 2016年3月31日 『UTA☆PRI ISLAND』（うた☆プリアイランド）Android版

### 動畫
- 『歌之王子殿下 真愛1000%』（うたの☆プリンスさまっ♪ マジLOVE1000%）

播映：2011年7月3日 - 9月24日
本篇故事改編之動畫版本第一季。
- 『歌之王子殿下 真愛2000%』（うたの☆プリンスさまっ♪マジLOVE2000%）

播映：2013年4月3日 - 6月26日
Debut改編之動畫版本第二季。
- 『歌之王子殿下 真愛Revolutions』(うたの☆プリンスさまっ♪マジLOVEレボリューションズ)

播映：2015年4月4日 - 6月27日
動畫版本第三季。
- 『歌之王子殿下 真愛Legend Star』(うたの☆プリンスさまっ♪ マジLOVEレジェンドスター)

播映：2016年10月1日 - 12月24日
動畫版本第四季。

## 故事
本篇（動畫版第一季）
希望成为作曲家的主人公七海春歌，通过了竞争率200倍的超难关，进入到了艺能专门学校「早乙女学園」。由学园的规定，需要和一个出道志向相同的男生组队，为了在毕业式上能在新人发掘出道表演中合格，开始了自己一年的学园生活!
Debut（動畫版第二季）
已從畢業公演合格的春歌加入了事務所，為了準備出道參加精英課程，男主角們則各由四位性格迥異的前輩帶領學習……
動畫版第三季
出道後榮獲新人獎“歌王子獎”的ST☆RISH與Shining事務所的前輩偶像組合QUARTET☆NIGHT一起在更廣大的舞台上歌舞表演，積極活動。這次他們將為了爭奪國際運動比賽開場曲的演唱權而全力拼搏，ST☆RISH、QUARTET☆NIGHT和新出道的作曲家七海春歌將迎來怎樣的未來呢？....
動畫版第四季
偶像團體·ST☆RISH和作曲家七海春歌以成為國際體育賽事奧林匹克(SSS)開幕式藝人目標前進。
但在選拔開幕式藝人LIVE現場被突然出現Raging娛樂事務所偶像團體HE★VENS讓現場一片混亂。
然而，shining事務所前輩 偶像團體QUARTET NIGHT根據自己想法所提出的案子備受認同
3個團體以一個新的階段往目標邁進，發誓將會報復的HE★VENS、 以完全勝利為目標的QUARTET NIGHT、而ST☆RISH的目標在未來又是如何?......

## 登場人物

### 主人公
年龄為「歌之王子殿下」第一季至第二季的年齡。
七海春歌（Nanami Haruka，聲：澤城美雪）
15岁→17歲(第二季)。身高／157cm　體重／45kg
擅長樂器／鋼琴
故事主角。因為憧憬著偶像HAYATO，而抱着成為作曲家的夢想進入了早乙女學園。
天然純粹卻又很成熟的少女，沒有戀愛經驗，對於戀愛很晚熟。
性格積極向前，有著即使遇到挫折也能全力以赴的精神力和毅力。
在動畫版中從小體弱多病跟奶奶一起在鄉下長大，擁有絕對音感。
很不擅於面對喧囂的都市街頭，在某次在街頭上瀕臨崩潰之際，
偶然在大螢幕上聽見了HAYATO的歌聲後覺得被救贖了，而從此成為HAYATO的粉絲。

### 本篇・Repeat開始可攻略人物
年龄為「歌之王子殿下」第一季至第二季的年齡。在動畫版是偶像團體 ST☆RISH 的成員們。

### ST☆RISH
ST☆RISH團體名稱的由來為成員名字的開頭字母，分別是一十木的「I」、聖川的「H」、四之宮的「S」與時也的「T」、蓮的「R」、翔的「S」。ST☆RISH的☆是愛島賽西爾的姓氏愛島的「A」。
另外，ST☆RISH這個名稱的由來有多種說法。
其一，團名包括粉絲，「☆」的部分是「All for you的A」。
其二，考慮到賽西爾將作為秘密角色在作品中登場，所以將STARISH的A定為「☆」。
在故事中，春歌並不是只負責作曲，在故事中還描繪了她和也有「第七位成員是春歌」的這個說法，在這個情況下，ST☆RISH的成員為8個人了。
一十木音也（Ittoki Otoya，聲：寺島拓篤）
15岁→17歲(第二季)。身高／175cm　體重／60kg　生日／4月11日　出生地／東京都
血型／O型　星座／牡羊座　喜歡的食物／咖哩　討厭的食物／青椒、黑咖啡　
興趣／足球、所有運動　擅長樂器／吉他（原聲吉他、電吉他都會）　代表色／ 
有著紅色短髮以及紅色的瞳孔。
興趣是足球、喜歡運動、但更喜歡唱歌，對於歌曲有強烈的熱情。
性格活潑，是開朗的運動少年。經常帶著微笑且是班上的活躍人物。
實際上因為母親在孩提時已過世、父親又下落不明，所以是在收容所長大的。
患有懼高症（動畫中沒有），和翔是足球夥伴。
室友為一之瀨時也。
聖川真斗（Hijirikawa Masato，聲：鈴村健一、櫻川惠（年幼時期；僅動畫版））
16岁→18歲(第二季)。身高／181cm　體重／64kg　生日／12月29日　出生地／京都府
血型／A型　星座／摩羯座　喜歡的食物／蜜瓜麵包　討厭的食物／牛奶　
興趣／裁縫　擅長樂器／鋼琴　代表色／ 
有著藍色直髮以及藍色的瞳孔，以及右眼下方有一顆痣。
性格認真，並非常遵從日本武士道的精神。
聖川財團的長男暨繼承人。有個極為嚴厲的父親，小時侯在父親面前吃不下飯。
有一個5歲的妹妹：聖川真衣（Hijirikawa Mai）
鋼琴是他的管家藤川爺教他彈的。
年幼時就與同為財閥少爺的蓮認識，兩人長大後因為個性差異極大而水火不容。
在動畫中對且家務、料理十分了得。
室友為神宮寺蓮。
四之宫那月（Shinomiya Natsuki，聲：谷山紀章、新田惠海（年幼時期；僅動畫版））
17岁→19歲(第二季)。身高／186cm　體重／70kg　生日／6月9日　出生地／北海道
血型／AB型　星座／雙子座　喜歡的食物／紅茶、餅乾　討厭的食物／垃圾食物
興趣／料理　擅長樂器／中提琴　代表色／ 
有著黃色捲髮以及綠色的瞳孔並戴著眼鏡。
性格溫柔，對可愛的東西毫無抵抗力，看見可愛的東西會想衝上去抱住。
興趣是料理，但是做出來的料理味道足以殺人，因此被翔稱為「黑暗料理」，本人卻沒有做料理很差的自覺。
如果拿下眼鏡，性格會變成暴躁的另一人格砂月，砂月是為了保護那月才產生的人格，只要戴回眼鏡就會變回原本的那月。
室友為來翔。
一之瀨時矢（Ichinose Tokiya，聲：宮野真守）
16歲→18歲(第二季)。身高／179cm　體重／59kg　生日／8月6日　出生地／福岡縣
血型／A型　星座／獅子座　喜歡的食物／蔬菜(特別是番茄)　討厭的食物／沒有特別討厭的　
興趣／讀書　擅長／歌藝（實際上甚麼樂器都會）代表色／ 
有著灰藍色短髮以及灰藍色的瞳孔。
性格冷酷、講求理論。雖然看似毒舌，但其實是努力家。
與超人氣偶像HAYATO為同一人，但卻以「HAYATO的雙胞胎弟弟」隱瞞週遭的人。
演藝經歷非常長，從孩提時代就加入劇團成為兒童演員，曾經與Shining·早乙女共同演出過親子。
動畫中曾一度降級為A班的學生。
室友為一十木音也。
對於歌唱抱持著高度的熱情。但是，從前為一位音癡，甚至連他正在唱什麼歌都不能分辨。現在最擅長的歌藝是經過不斷的練習而得到的成果。
神宮寺蓮（Jinguji Ren，聲：諏訪部順一、佐藤奏美（年幼時期：僅動畫版））
17歲→19歲(第二季)。身高／183cm　體重／63kg　生日／2月14日　出生地／神奈川縣
血型／B型　星座／水瓶座　喜歡的食物／義大利菜、辣的東西　討厭的食物／巧克力
興趣／飛鏢　擅長樂器／薩克斯風　代表色／ 
有著橘色中長髮以及寶藍色的瞳孔。
性格自由奔放、有點玩世不恭，但也有沉著冷靜的一面。
神宮寺財團的三男，會進入早乙女學園就讀並非他自己的意願。
年幼時就與為財閥少爺的真斗認識，兩人長大後因為個性差異極大而水火不容，且唯獨只對真斗用姓氏或全名來稱呼。
興趣飛鏢是來自母親的弟弟所授。
室友為聖川真斗。
來翔（Kurusu Syo，聲：下野紘、水瀨祈（年幼時期：僅動畫版））
15歲→17歲(第二季)。身高　161cm　體重／52kg　生日／6月9日　出生地／愛知縣
血型／O型　星座／雙子座　喜歡的食物／乳製品　討厭的食物／山葵(芥末)
興趣／購物　擅長樂器／小提琴　代表色／ 
有著金色短髮以及水藍色的瞳孔。
性格強勢的自信家。對舞蹈和空手道很得意。一直都塗著黑色指甲油。
有個雙胞胎弟弟：來栖 薰。
個子相當嬌小，被認為是非常可愛的存在。常戴帽子是希望能讓自己看起來高一點。討厭別人稱呼自己「小不點」。
年幼時因為患有心臟疾病身體非常虛弱，當時看了日向龍也的「打架的王子殿下」後成為了他的死忠影迷。稱呼龍也為「大恩人英雄」。
在動畫版中在幼年時期因為那月的關係而患有懼高症。
室友為四之宮那月。
愛島塞西爾（Aijima Cecil，聲：鳥海浩輔）
年齡不詳。身高／177cm　體重／58kg　生日／10月31日　出生地／亞古那帕雷斯（アグナパレス）
血型不明　星座／天蝎座　喜歡的食物／牛奶　討厭的食物／魚
興趣／魔術　擅長樂器／長笛　代表色／ 
有著褐色短髮以及碧綠色的瞳孔。
擁有褐色皮膚的混血兒。母親是日本人（愛島琴美）。是異國亞古那帕雷斯的第一王子。
亞古那帕雷斯是一個位於沙漠綠洲、熱愛女神謬思的國家，也因為是在沙漠長大的關係所以很不擅長應付水。
曾被下詛咒變成黑貓－庫普魯（クップル（くっぷる）Kuppuru）。
本篇的隱藏人物，在後續作品為正式攻略對象。
表達愛的方式特別直接，直接和春歌說"我愛你"。
在動畫版的第二季正式加入ST☆RISH。

### Fan Disk開始可攻略人物
早乙女學園的教職員們。
月宮林檎（Tsukimiya Ringo，聲：中村悠一）
23岁→25歲(第二季)。身高／173cm　體重／56kg　生日／9月15日
血型／AB型　星座／處女座　擅長樂器／單簧管　代表色／ 
A班的班導師。也是當红美女偶像，實為男性。
雖然外表是女性，但內心卻還是保持著男兒心。
對沒穿女裝的自己沒有信心。
是早乙女學園第一屆的學生，與龍也同期。
日向龍也（Hiyuuga Ryuya，声：遊佐浩二）
26歲→28歲(第二季)。身高／192cm　體重／85kg　生日／5月15日
血型／A型　星座／金牛座　擅長樂器／小號　代表色／ 
S班的班導師。知名的動作明星。同時也是Shining偶像事務所的董事，翔崇拜的對象。
早期也是偶像歌手，後來因為某些原因不再唱歌。
由於是四兄弟中的長男，所以很會做菜。為HE★VENS的日向大和的哥哥。
學校的經營管理也是由他管轄，所以對經常破壞校園的早乙女社長很頭痛。
是早乙女學園第一屆的學生，與林檎同期。
曾擔任過嶺二的指導者。
Shining·早乙女（Shining Saotome，聲：若本規夫）
年齡不詳。身高／200cm　體重／100kg 生日／11月22日
血型／O型　星座／射手座　擅長樂器／邦哥鼓
早乙女学園的校長兼Shining偶像事務所社長，為曾經賣出2000萬張作品的傳說級偶像。
神出鬼沒，經常突然出現嚇到學生，充滿了謎團。登場時常常破壞學園中的設施而讓龍也很頭痛。
在Fan Disk開始出現可攻略的年輕版Shining早乙女。

### All Star開始可攻略人物
年齢為「歌之王子殿下」第一季至第二季的年齡。在動畫版是偶像團體 QUARTET NIGHT 的成員們。
壽嶺二（Kotobuki Reiji，聲：森久保祥太郎）
25歲→26歲（after secret時）。身高／173cm　體重／61kg　生日／7月13日
血型／B型　星座／巨蟹座　擅長樂器／沙錘　代表色／ 
一木十音也和一之瀨時矢的指導者。早乙女學院的畢業生。
性格超級陽光，細心，對任何人都是友好的。總是有種樂觀的心態。
但其實是個歡脫的有些中二的人，是個帶起團體氣氛的角色。
在學生時代時有一名要好的友人（如月愛音）失蹤了，這件事一直是嶺二心裡的陰影。
喜歡用暱稱稱呼別人。
壽便當店的長男。
黑崎蘭丸（Kurosaki Ranmaru，聲：鈴木達央）
22歲→23歲（after secret時）。身高／182cm　體重／67kg　生日／9月29日
血型／A型　星座／天秤座　擅長樂器／貝斯　代表色／ 
神宮寺蓮與聖川真斗的指導者。是三大財闊之一的黑崎家（現已沒落）的長子。
性格較為嚴肅，但是會和大家玩的很齊。
家族沒落加上曾經被樂團的夥伴背棄過而變得對他人不信任，因此對兩位後輩感到難以相處。
為了生計而來到東京開始跑樂團，在樂團解散後，被Shining社長提拔成為搖滾系偶像。
眼睛是灰色，只是在右眼配戴角膜變色片（紅色）。銀髮是染的，原髮色不明（出自廣播劇）。
美風藍（Mikaze Ai，聲：蒼井翔太）
15歲→16歲（after secret時）。身高／178cm　體重／64kg　生日／3月1日
血型／不明　星座／雙魚座　擅長樂器／聲音合成器　代表色／ 
來柄翔與四之宮那月的指導者，教導方式很嚴厲。
毒舌的神秘男孩，經常為了芝麻小事而打破砂鍋問到底。
雖然年齡比大多早乙女學園在學學生小，但卻是活躍在第一線的當紅偶像。
平時話很少，說話時語調平淡沒有感情，私生活也是個謎。
藍被製作出來的原因跟嶺二失蹤的友人有很大關係，但在動畫版中則是由Shining社長出資製作的偶像機器人。
卡繆（聲：前野智昭）
20歲→21歲（after secret時）。身高／184cm　體重／71kg　生日／1月23日
血型／O型　星座／水瓶座　擅長樂器／大提琴　代表色／ 
愛島塞西爾的指導者。
來自於寒冷的異國國家「西爾克帕雷斯（シルクパレス）」的伯爵青年，因某些原因而來到日本成為偶像。
性格冷漠、自大，稱後輩們為愚民，更把塞西爾的王室身分視為無物。
只認同自己國家的女王，並以身為女王的劍而自豪。
非常喜愛甜食，喝咖啡會加上高於飽和度份量的砂糖。

### 次要角色
澀谷友千香（Shibuya Tomochika，聲：今井由香）
15岁→17歲(第二季)。身高／163cm　體重／49kg　生日／7月7日
血型／O型　星座／巨蟹座　擅長樂器／雙層電子琴(Electone)
主人公的室友，也是A班學生。女强人的性格。三姊妹中的次女。
目標是成為無論是歌唱或演技都很完美的偶像。
來薰（Kurusu Kaoru，聲：梶裕貴（僅原作遊戲中登場））
15岁。身高／165cm　體重／60kg　生日／6月9日
血型／O型　星座／雙子座　擅長樂器／小提琴
翔的雙胞胎弟弟，就讀早乙女學園的姊妹校的醫療系，將來想當醫生治好哥哥的心臟。
與哥哥的性格相反，性格拘謹保守，但内心堅強。
聖川真臣（Hijirikawa Hirosawa，聲：小林範雄）
真斗的父親。性格嚴厲。
被公司職員私底下稱呼為魔鬼董事長。
神宮寺誠一郎（Jinguji Seiichiro，聲：植木誠）
神宮寺家長男。代替已故的父親繼承財團。
蓮會進入早乙女學園就讀是他意思，支持弟弟進入演藝圈，但和家人感情不好。
円城寺蓮華（Enjoji Renge，聲：高垣彩陽（僅電視動畫版登場））
已故，曾經是相當知名的偶像，蓮的生母，在子女中與蓮較為相像。
早乙女光男（Saotome Mitsuo，声：若本規夫）
14歲。身高／178cm　體重／65kg　生日／11月22日
血型／O型　星座／射手座　擅長樂器／邦哥鼓
謎一般出現在學園長室的少年。興趣是冒險。
在Fan Disc Amazing Aria中可攻略。
藤川爺（Fujikawa Jii，聲：德本英一郎）
聖川家的管家，教真斗彈鋼琴的老師。
性格容易激動。把少爺當成寶一樣過度呵護的老爺子。
為了守護真斗少爺而一起考進了早乙女學園，就讀S班當作曲家。作曲技術很不錯。
喬治（Jyo-ji / George）
神宮寺家的執事。與円城寺蓮華有表親關係。
與聖川家的管家爺是競爭關係，兩方常為了守護家族榮譽出動自家軍隊開戰。
跟著蓮少爺一起考進了早乙女學園，就讀A班當作曲家。被蓮稱呼為喬治，是因為姓氏円城寺的日文發音近喬治而來。

### 動畫原創角色
冰室（Himuro，声：遠藤廣之）
時也以HAYATO身分活動時所屬的事務所的經紀人。
逸見（Itsumi，声：楠見尚己）
時也以HAYATO身分活動時所屬的事務所的社長。
Raging·鳳（Raging Ootori，聲：杉田智和）
Raging事務所社長，瑛一與瑛二的父親。
堅信實力才是一切，否認感情的投入能助長身為偶像的能力。
曾經也是偶像出身，與宿敵Shining·早乙女同為演藝圈傳說級人物。

#### HE★VENS
ST☆RISH的對手。Raging事務所所屬。
第一次登場為動畫第二季第9話，以三人(瑛一、綺羅、凪)的組合出現。與ST☆RISH一同競爭「歌王子獎」。演出了「HE★VENS GATE」，在這之後便下落不明。
動畫第三季地13話中，以七人的團體再度登場。
動畫第四季中，作為主要的團體之一登場。HE★VENS、ST☆RISH與QUARTET NIGHT再次競爭成為「國際體育賽事奧林匹克(SSS)」開幕式出場藝人。
與ST☆RISH共同企畫了"二重奏項目"。
團體名稱的由來與ST☆RISH一樣，為成員名字的開頭字母。分別是日向的「H」、瑛二的「E」、天草的「A（★）」、梵的「V」、瑛一的「E」、凪的「N」、皇的「S」。
各自的代表色和一同演出 "二重奏項目"的對手一樣。
稱HE★VENS的粉絲為天使(angel)。
鳳瑛一（Otori Eiichi，聲：綠川光）
23歲。身高／185cm　體重／69kg　生日／9月1日　出生地／山梨縣
血型／AB型　星座／處女座　興趣／賽車　代表色／ 
HE★VENS的領袖，社長Raging·鳳的兒子。
對HE★VENS和其成員絕對有信心和自豪感。
最喜歡的一句話是“好！”。戴眼鏡。 "二重奏項目"的對手是ST☆RISH的一十木音也。
皇綺羅（Sumeragi Kira，聲：小野大輔）
19歲。身高／180cm　體重／75kg　生日／5月5日　出生地／高知縣
血型／O型　星座／金牛座　興趣／陶藝　代表色／ 
出生於歷史古老的「皇」家。
雖然不善言談，但是具魅力和清秀的外觀廣受歡迎的。"二重奏項目"的對手是ST☆RISH的聖川真斗。
帝凪（Mikado Nagi，聲：代永翼）
13歲。身高／158cm　體重／45kg　生日／1月7日　出生地／石川縣
血型／A型　星座／摩羯座　興趣／解謎　代表色／ 
擁有得天獨厚的天才的頭腦，一直對生活感到無聊，因此嚮往成為偶像以征服了人心。是團內的團寵。二重奏項目"的對手是ST☆RISH的四之宮 那月。
擅長的樂器為中提琴。
鳳瑛二（Otori Eiji，聲：內田雄馬）
19歲。身高／170cm　體重／56kg　生日／10月20日　出生地／山梨縣
血型／B型　星座／天秤座　興趣／園藝　代表色／ 
於第3季13話登場。
HE★VENS的新成員，鳳瑛一的弟弟。"二重奏項目"的對手是ST☆RISH的一之瀨時也。
有當偶像的潛力，一之瀨時也曾說他天才。
個性沉穩低調謙虛。
桐生院梵（Kiryuuin Van，聲：高橋英則）
27歲。身高／176cm　體重／62kg　生日／12月12日　出生地／兵庫縣
血型／O型　星座／射手座　興趣／棒球　代表色／ 
於第3季13話登場。
HE★VENS的新成員,"二重奏項目"的對手是ST☆RISH的神宮寺蓮。
說話帶有關西腔，為HE★VENS中年紀最大的團員。
不受拘束，會直率地表達個人想法。
日向大和（Hyuga Yamato，聲：木村良平）
21歲。身高／188cm　體重／75kg　生日／3月30日　出生地／千葉縣　
血型／B型　星座／牡羊座　興趣／攀岩　代表色／ 
於第3季13話登場。
HE★VENS的新成員，日向龍也的弟弟。"二重奏項目"的對手是ST☆RISH的來栖翔。
看似血氣方剛但其實一位十分正直的人。
為了贏哥哥而成為了偶像。為此，閒暇時經常鍛鍊身體。
天草紫苑（Amakusa Shion，聲：山下大輝）
16歲。身高／174cm　體重／55kg　生日／11月4日　出生地／長崎縣　
血型／AB型　星座／天蠍座　興趣／野鳥觀察　代表色／ 
於第3季13話登場。
HE★VENS的新成員。"二重奏項目"的對手是ST☆RISH的愛島塞西爾。
最後一位加入HE★VENS的成員。對於HE★VENS非常強烈。
第一人稱是「天草」。
個人言論中帶有些神秘的味道。

## 遊戲主題曲
歌之王子殿下、歌之王子殿下 Repeat
主題曲「蒼ノ翼（專輯：《REFRAIN》）」
作詞・作曲：上松範康、編曲：藤田淳平
主唱：宮野真守

歌之王子殿下-Amazing Aria-
主題曲「AMAZING LOVE」
作詞：Bee'、作曲・編曲：藤田淳平
主唱：一十木音也（寺島拓篤）、聖川真斗（鈴村健一）、四之宮那月（谷山紀章）

歌之王子殿下-Sweet Serenade-
主題曲「熱情SERENADE」
作詞：Bee' 、作曲：上松範康、編曲：母里治樹
主唱：一之瀨時也（宮野真守）、神宮寺蓮（諏訪部順一）、来翔（下野紘）

歌之王子殿下 MUSIC
開場曲「Welcome to UTA☆PRI world!!」
作詞・作曲：上松範康、編曲：母里治樹
主唱：一十木音也（寺島拓篤）、聖川真斗（鈴村健一）、四之宮那月（谷山紀章）、一之瀨時也（宮野真守）、神宮寺蓮（諏訪部順一）、来翔（下野紘）

歌之王子殿下 Debut
主題曲「innocence（專輯：《DREAM FIGHTER》）」
作詞・作曲・編曲：中山真斗
主唱：宮野真守

歌之王子殿下 All Star
主題曲「QUARTET★NIGHT」
作詞：上松範康、作曲・編曲：菊田大介
主唱：壽嶺二（森久保祥太郎）、黑崎蘭丸（鈴木達央）、美風藍（蒼井翔太）、卡繆（前野智昭）

歌之王子殿下 All Star After Secret
主題曲「マリアージュ」
作詞：上松範康、作曲・編曲：藤田淳平
主唱：壽嶺二（森久保祥太郎）、黑崎蘭丸（鈴木達央）、美風藍（蒼井翔太）、卡繆（前野智昭）

## 關連商品
詳細資訊請參考「歌之王子殿下專輯列表」(日文維基)。

### 角色歌曲CD
Audition Song CD
- 歌之王子殿下 Audition Song（1）一十木音也&一之瀨時也

（TRUST☆MY DREAM／BELIEVE☆MY VOICE）
- 歌之王子殿下 Audition Song（2）：聖川真斗&神宮寺蓮

（騎士のKissは雪より優しく／悪魔のKissは炎より激しく）
- 歌之王子殿下 Audition Song（3）：四之宮那月&來翔

（サザンクロス恋唄／オレサマ愛歌）
- 歌之王子殿下 Audition Song（4）一十木音也&聖川真斗&四之宮那月、一之瀨時也&神宮寺蓮&來翔

（永遠のトライスター／無限のトリニティ）
Happy Love Song CD
- Happy Love Song（1）：一十木音也&一之瀨時也

（虹色☆OVERDRIVE!／星屑☆Shall we dance?）
- Happy Love Song（2）：聖川真斗&神宮寺蓮

（BLUE×PRISM HEART／RED HOT×LOVE MINDS）
- Happy Love Song（3）：四之宮那月&來翔

（アンドロメダでクチヅケを／コズミックRUNNER）
Idol Song CD
- Idol Song 一十木音也（BRAND NEW MELODY／Over the Rainbow）
- Idol Song 聖川真斗（Knocking on the mind／Mostフォルティシモ）
- Idol Song 神宮寺蓮（世界の果てまでBelieve Heart／Dear... Burning my Lady!）
- Idol Song 來栖翔（男気全開Go! Fight!!／Changing our Song!）
- Idol Song 四之宮那月（オリオンでSHOUT OUT／Top Star Revolution）
- Idol Song 一之瀨時也（七色のコンパス／My Little Little Girl）
- Idol Song 愛島塞西爾（Eternity Love／愛と夢とアナタと）
- Idol Song 嶺二&藍（溺愛テンプテーション／WinterBlossom）
- Idol Song 蘭丸&卡繆（BRIGHT ROAD／絶対零度Emotion）

Idol Song CD（電視動畫第二季）
- 真愛2000% Idol Song 來栖翔（TRUE WING／CHALLENGE!）
- 真愛2000% Idol Song 聖川真斗（恋桜／Sanctuary）
- 真愛2000% Idol Song 一十木音也（SMILE MAGIC／HORIZON）
- 真愛2000% Idol Song 神宮寺蓮（オレンジラプソディ／FREEDOM）
- 真愛2000% Idol Song 四之宮那月（シリウスへの誓い／☆YELL☆）
- 真愛2000% Idol Song 愛島塞西爾（星のファンタジア／Happiness）
- 真愛2000% Idol Song 一之瀨時也（CRYSTAL TIME／Independence）

其他
- 歌之王子殿下 Shining All Star CD（RAINBOW☆DREAM／QUARTET★NIGHT）
- 歌之王子殿下 雙人CD 嶺二&蘭丸/藍&卡繆（RISE AGAIN／月明かりのDEAREST）

### 廣播劇CD
廣播劇
- 歌之王子殿下 廣播劇CD Vol.1
- 角色廣播劇CD 音也&时也
- 角色廣播劇CD 真斗&莲
- 角色廣播劇CD 那月&翔

雙人廣播劇CD
- 雙人廣播劇CD 那月&翔「GO!×2雲霄飛車」
- 雙人廣播劇CD 真斗&莲「DOUBLE WISH」
- 雙人廣播劇CD 音也&时也「ROULETTE」

Debut組合廣播劇CD
- Debut組合廣播劇CD 卡繆&塞西爾
- Debut組合廣播劇CD 藍&那月&翔
- Debut組合廣播劇CD 蘭丸&真斗&蓮
- Debut組合廣播劇CD 嶺二&音也&時也

混合組合廣播劇CD
- 混合組合廣播劇CD 嶺二&音也
- 混合組合廣播劇CD 蘭丸&塞西爾
- 混合組合廣播劇CD 藍&真斗&翔
- 混合組合廣播劇CD 卡繆&蓮
- 混合組合廣播劇CD 那月&時也

### 其他CD
- 原声带CD「Sound的歌之王子殿下」
- 歌之王子殿下 耳语CD〜Sweet Holiday〜
- DJCD「比鈴村&下野之吻更厉害 歌之王子殿下放送室」第1卷
- 歌之王子殿下 SS Disc「熱情 SERENADE／サイコロトーク」
- 歌之王子殿下 AA Disc「AMAZING LOVE／バラエティトークレッスン」
- 冬天用愛溫暖你的心的DJCD「比鈴村&下野之吻更厉害 歌之王子殿下放送室」
- 跟鈴村＆下野一起用愛演奏 歌之王子殿下放送室Debut Vol.1
- 跟鈴村＆下野一起用愛演奏 歌之王子殿下放送室Debut Vol.2
- 為你獻上愛的DJCD「鈴村＆下野兩人都是 歌之王子殿下放送室All Star」

### 付CD的琴谱
- 歌之王子殿下官方钢琴谱 ver.A（附赠龙也老师课程CD）
- 歌之王子殿下官方钢琴谱 ver.S（附赠龙也老师课程CD）

2010年10月9日、10日举行的“Animate Girl's Festival2010”活动限定贩售。
- 歌之王子殿下官方钢琴谱2 ver.A（附赠龙也老师课程CD）
- 歌之王子殿下官方钢琴谱2 ver.S（附赠龙也老师课程CD）
- 歌之王子殿下官方钢琴谱3 ver.A（附赠龙也老师课程CD）
- 歌之王子殿下官方钢琴谱3 ver.S（附赠龙也老师课程CD）
- 歌之王子殿下官方钢琴谱4 ver.A（附赠龙也老师课程CD）
- 歌之王子殿下官方钢琴谱4 ver.S（附赠龙也老师课程CD）

### 書籍
雜誌書
- 學研MOOK 歌之王子殿下 真愛1000％ 角色&VOICE BOOK
- 一迅社歌之王子殿下 真愛1000％ 公式FANBOOK
- 角川書店MOOK 歌之王子殿下 真愛1000％　ST☆RISH OFFICIAL FAN BOOK STARLIGHT RAINBOW
- ASCII Media Works 歌之王子殿下OFFICIAL FAN BOOK〜Quartet〜
- B's-LOG COLLECTION 歌之王子殿下 Debut OFFICIAL Prelude Book
- ASCII Media Works 歌之王子殿下 Debut OFFICIAL FANBOOK
- 學研Marketing 歌之王子殿下 真愛1000% 原畫集
- ASCII Media Works 歌之王子殿下 All Star OFFICIAL FANBOOK
- ASCII Media Works 歌之王子殿下 歌之書
- 學研MOOK 歌之王子殿下 真愛2000% 公式式FANBOOK
- 電撃MOOK系列 歌之王子殿下 第一次的歌之王子殿下
- enterbrainMOOK UTA☆PURI Island STARTER BOOK
- KADOKAWA/ASCII Media Works 歌之王子殿下 All Star After Secret 公式FANBOOK
- KADOKAWA/ASCII Media Works 歌之王子殿下 5th Anniversary Book

鋼琴SOLO
- Yamaha Music Media 鋼琴SOLO 歌之王子殿下 真愛1000%
- Yamaha Music Media 鋼琴SOLO 歌之王子殿下 真愛2000%
- Yamaha Music Media 鋼琴SOLO 歌之王子殿下 真愛革命

小說化
作者：石倉リサ、插畫：柚豆
- 歌之王子殿下 戀愛的♡危機

漫畫化
作畫：雪廣歌子、連載：Sylph
- Sylph Comic 歌之王子殿下
- Sylph Comic 歌之王子殿下 Debut
- Sylph Comic 歌之王子殿下 真愛2000% 1
- Sylph Comic 歌之王子殿下 真愛2000% 2
- Sylph Comic 歌之王子殿下 真愛2000% 3

作画：壱コトコ、連載：comic B's-LOG
- B's-LOG COMICS 歌之王子殿下 pp

同人作品集
- B's-LOG COMICS 歌之王子殿下 同人作品集
- DNA Media Comics 歌之王子殿下 漫畫同人作品集
- B's-LOG COMICS 歌之王子殿下 Repeat 同人作品集
- Sylph Comic 歌之王子殿下 マジLOVE1000% 同人作品集
- B's-LOG COMICS 歌之王子殿下 同人作品集 #1
- B's-LOG COMICS 歌之王子殿下 同人作品集 #2
- Sylph Comic 歌之王子殿下 Debut 漫畫同人作品集
- Libre出版 歌之王子殿下 同人作品集
- Sylph Comic 歌之王子殿下 Debut 角色同人作品集 1
- B's-LOG COMICS 歌之王子殿下 同人作品集 #3
- Sylph Comic 歌之王子殿下 Debut 角色同人作品集 2
- B's-LOG COMICS 歌之王子殿下 同人作品集 #4
- DNA Media Comics 歌之王子殿下 漫畫同人作品集 VOL.2
- Sylph Comic 歌之王子殿下 マジLOVE2000% 漫畫同人作品集 Dream
- Sylph Comic 歌之王子殿下 マジLOVE2000% 漫畫同人作品集 Star
- Sylph Comic 歌之王子殿下 All Star 漫畫同人作品集

### TRADING CARD
TRADING CARD
- 歌之王子殿下 TRADING CARD
- 歌之王子殿下 Dreaming Collection Card

TRADING CARD遊戲
- Prism Connect 歌之王子殿下 真愛1000％
- Prism Connect 歌之王子殿下 真愛2000％

## WEB Radio
鈴村&下野のキスよりすごい うた☆プリ放送局
- 广播员 - 鈴村健一（聖川真斗 役）、下野紘（来 翔 役）
- 放送期間 - 2010年7月8日 - 2010年10月14日（全14回）
- 放送台 - 安利美特TV
- 嘉宾
  - 第3、4回 - 寺島拓篤（一十木音也 役）
  - 第13回 - 谷山紀章（四之宮那月 役）

鈴村&下野の共に愛を奏でる うた☆プリ放送局Debut
- 广播员 - 鈴村健一（聖川真斗 役）、下野紘（来 翔 役）
- 放送期間 - 2012年1月12日 - 2012年8月2日（全15回）
- 放送台 - 安利美特TV
- 嘉宾
  - 第9、10回 - 前野智昭（卡繆 役）
  - 第11、12回 - 諏訪部順一（神宮寺蓮 役）

鈴村＆下野の2人でも うた☆プリ放送局All Star
- 广播员 - 鈴村健一（聖川真斗 役）、下野紘（来 翔 役）
- 放送期間 - 2012年8月16日 - 2012年12月20日（全9回）
- 放送台 - 安利美特TV
- 嘉宾
  - 第3、4回 - 寺島拓篤（一十木音也 役）

鈴村＆下野の愛を届ける うた☆プリ放送局
- 广播员 - 鈴村健一（聖川真斗 役）、下野紘（来 翔 役）
- 放送期間 - 2013年7月26日 - 2014年1月10日（全12回）
- 放送台 - 安利美特TV
- 嘉宾
  - 第2回 - 鳥海浩輔（愛島塞西爾 役）
  - 第3、4回 - 谷山紀章（四之宮那月 役）
  - 第6回 - 森久保祥太郎（壽嶺二 役）
  - 第12回 - 蒼井翔太（美風藍 役）

## 活動
2009年
- 9月23日、歌之王子殿下 制作發表會。

2010年
- 5月22日、歌之王子殿下 WelcomeParty。

2011年
- 2月20日、乙女遊戲獎2010頒獎式 - 獲頒遊戲機遊戲部門第6名。
- 6月18日、歌之王子殿下 MAJI LOVE1000% 第1話首映上映会。

2012年
- 1月15日、歌之王子殿下 MAJI LOVE1000% 1st STAGE。
- 8月19日、歌之王子殿下 MAJI LOVE1000% 2nd STAGE。

2013年
- 3月29日〜31日、歌之王子殿下 MAJI LOVE2000% 第1話首映上映会。
- 12月1日、歌之王子殿下 MAJI LOVELIVE 3rd STAGE。

2015年
- 1月31日〜2月1日、歌之王子殿下 MAJI LOVELIVE 4th STAGE。

2016年
- 1月16日〜1月17日、歌之王子殿下 MAJI LOVELIVE 5th STAGE。

2017年
- 3月12日 歌之王子殿下Quartet☆Night EVOLUTION LIVE。
- 5月27日〜5月28日、歌之王子殿下 MAJI LOVELIVE 6th STAGE。

2018年
▪5月5日～5月6日 歌之王子殿下ST☆RISH Welcome to ST☆RISH world 粉絲見面會。
▪11月3日～4日 歌之王子殿下 Quartet☆Night LIVE FUTURE 2018。
2019年
▪6月14日 歌之王子殿下 劇場版 真愛KINGDOM(台日同步上映)
2020年
▪4月18日～19日 歌之王子殿下 MAJI LOVELIVE 7th STAGE。（延期）
2021年
▪11月27日～28日 歌之王子殿下 MAJI LOVELIVE 7th STAGE。

## 電視动画
第一季
以“歌之王子殿下 MAJI LOVE1000%”为标题，于2011年7月－9月在UHF播放。
第二季
2012年1月15日舉辦的「歌之王子殿下 MAJI LOVE1000% 1st STAGE」上發表決定製作，於2013年4月－6月播放。廣告標語為「さあ行こう、1000%のその先へ…！」。
電視並未播送的第14話「Shining Star Xmas」，是講述主人公與Shining事務所的所有人一起過聖誕節的故事。
第三季
2013年12月1日舉辦的「歌之王子殿下 MAJI LOVELIVE 3rd STAGE」上發表決定製作，於2015年4月－6月播放。
第四季
2015年7月上旬，於官方網站上發表決定製作，預定於2016年10月—12月播放。

### 工作人员
- 原作：红之月歌音（第1、2季）、上松範康（第3季・第4季）/ Broccoli
- 監督：紅優（第1、2季）、（第2季）、星野真（第3季）、古田丈司（第4季）
- 系列構成：金春智子（第1、3季）、紅優×（第2季）、紺野さやか（第4季）
- 人物設定原案：倉花千夏
- 人物設定、總作畫監督：森光惠（第1季～第3季）、藤岡真紀（日语：藤岡真紀）（第4季）
- 副人物設定：森崎貞
- 物品設計：宮川治雄
- 副人物設計：森崎貞
- 動畫負責人：小松麻美（第1季）
- 主要監督：星野真（第2季）
- 數位動畫：工藤菜央（第3季）
- 色彩設計：中島和子（第1季）、
- 美術監督：山根左帆、日下部夏月（第2季）
- 美術設定：綱頭瑛子
- 撮影監督：廣岡岳（第1、2季）、臼田睦（第3季）
- 編輯：西山茂（第1、2季）、近藤勇二（第3季）
- 音樂：Elements Garden（藤田淳平、藤間仁）
- 企劃原案（第3季））、音樂製作人：上松範康
- 音響演出（第1季）、音響監督（第2、3季）：秦昌二（日语：はたしょう二）
- 執行製片人：太田豊紀、安田正樹（第1季）、重村博文、森田知治、植田益朗、百武弘二（第1、2季）、太布尚弘（第2、3季）、落越友則、村田嘉邦（第3期）
- 製作人：船津崇（第1期）、齊藤一美、内野秀紀、落越友則、大村惠一、臼井久人（第1、2季）、椿本康雄（第2季）、佐藤成俊、深尾聰志（第3季）
- 動畫製作人：加藤淳、北村京子（第3季）
- 動畫製作：A-1 Pictures
- 企畫、製作：
  - 第1季：歌之王子殿下製作委員會（國王唱片、Broccoli、A-1 Pictures、多玩國、Movic、SHOWGATE）
  - 第2季：歌之王子殿下2製作委員會（同上）
  - 第3季：歌之王子殿下R製作委員會（國王唱片、Broccoli、A-1 Pictures、MAGES.、Movic、SHOWGATE）
  - 第4季：歌之王子殿下LS製作委員會

### 歌曲

#### 主題歌
第一季
片頭曲
作詞、作曲：上松範康，編曲：藤田淳平，主唱：宮野真守
片尾曲「LOVE1000%」
作詞、作曲：上松範康，編曲：藤間仁，主唱：ST☆RISH
第1、10、13话时用作插入曲。
第二季
片頭曲
作詞、作曲：上松範康，編曲：藤田淳平，主唱：宮野真守
片尾曲「LOVE2000%」
作詞、作曲：上松範康，編曲：岩橋星實，主唱：ST☆RISH
第1、9、13话用作为插入曲。
第三季
片頭曲
作詞：宮野真守，作曲：上松範康，編曲：藤田淳平，主唱：宮野真守
第1話並未使用。
第一話片頭曲「The dice are cast」
作詞、作曲: 上松範康 ，編曲: 藤間仁，主唱: QUARTET NIGHT
片尾曲
作詞、作曲：上松範康，編曲：岩橋星實，主唱：ST☆RISH
第13话用作为插入曲。
第12話片尾曲「エボリューション・イブ」
作詞: 上松範康，作曲、編曲: 藤田淳平，主唱: QUARTET NIGHT
第13話片尾曲「HE★VENS GATE -Beginning of the Legend-」
作詞、作曲: 上松範康，編曲: 藤間仁，歌: HE★VENS
第四季
片頭曲
作詞：宮野真守、上松範康，作曲：上松範康，編曲：藤田淳平，主唱：宮野真守
片尾曲
作詞、作曲：上松範康，編曲：藤間仁，主唱：ST☆RISH
劇場版
主題歌
作詞：宮野真守、上松範康 / 作曲：上松範康 / 編曲：藤間仁 / 歌：宮野真守

#### 插曲
| 曲名                                   | 作詞       | 作曲       | 編曲       | 演唱                                                               | 出現話數 |
| 第一季                                 | 第一季     | 第一季     | 第一季     | 第一季                                                             | 第一季   |
| -------------------------------------- | ---------- | ---------- | ---------- | ------------------------------------------------------------------ | -------- |
|                                        | 上松範康   | 藤間仁     | 藤間仁     | HAYATO（宮野真守）                                                 | 1、7     |
| BRAND NEW MELODY                       | 上松範康   | 中山真斗   | 中山真斗   | 一十木音也（寺島拓篤）                                             | 2        |
| Knocking on the mind                   | 上松範康   | 藤間仁     | 藤間仁     | 聖川真斗（鈴村健一）                                               | 3        |
| Believe Heart                          | 上松範康   | 藤間仁     | 藤間仁     | 神宮寺莲（諏訪部順一）                                             | 4        |
| Go! Fight!!                            | 上松範康   | 藤田淳平   | 藤田淳平   | 來翔（下野紘）                                                     | 5        |
| SHOUT OUT                              | 上松範康   | 菊田大介   | 菊田大介   | 四之宮砂月（谷山紀章）                                             | 6        |
| 晴天☆OHA♪YAHHO                         | 上松範康   | 菊田大介   | 菊田大介   | HAYATO（宮野真守）                                                 | 6        |
| Eternity Love                          | RUCCA      | 藤間仁     | 藤間仁     | 愛島塞西爾（鳥海浩輔）                                             | 8        |
| BELIEVE☆MY VOICE                       | 上松範康   | 上松範康   | 菊田大介   | 一之瀨時也（宮野真守）                                             | 9        |
|                                        | 上松範康   | 藤田淳平   | 藤田淳平   | 七海春歌（澤城美雪）                                               | 9、12    |
|                                        | 上松範康   | 中山真斗   | 中山真斗   | ST☆RISH                                                            | 11、13   |
| 第二季                                 |            |            |            |                                                                    |          |
| KISS                                   | 上松範康   | 上松範康   | 藤田淳平   | QUARTET★NIGHT                                                      | 1        |
| REINCARNATION                          | 上松範康   | 藤間仁     | 藤間仁     | 愛島塞西爾（鳥海浩輔）                                             | 2        |
| TRUE WING                              | 上松範康   | 藤田淳平   | 藤田淳平   | 來翔（下野紘）                                                     | 3        |
|                                        | 上松範康   | 藤間仁     | 藤間仁     | 聖川真斗（鈴村健一）                                               | 4        |
| SMILE MAGIC                            | 上松範康   | 中山真斗   | 中山真斗   | 一十木音也（寺島拓篤）                                             | 5        |
| Trust My Dream                         | 上松範康   | 中山真斗   | 中山真斗   | 一十木音也（寺島拓篤）                                             | 5        |
|                                        | 上松範康   | 中山真斗   | 中山真斗   | 神宮寺蓮（諏訪部順一）                                             | 6        |
|                                        | 上松範康   | 菊田大介   | 菊田大介   | 四之宮那月（谷山紀章）                                             | 7        |
|                                        | 上松範康   | 中山真斗   | 中山真斗   | 愛島塞西爾（鳥海浩輔）                                             | 8        |
| CRYSTAL TIME                           | 上松範康   | 上松範康   | 菊田大介   | 一之瀨時也（宮野真守）                                             | 10、11   |
| Symphony                               | 上松範康   | 中山真斗   | 中山真斗   | ST☆RISH                                                            | 11、14   |
| HE★VENS GATE                           | 上松範康   | 藤間仁     | 藤間仁     | HE★VENS                                                            | 12       |
| LOVE1000% -RAINBOW STAR ver-           | 上松範康   | 藤間仁     | 藤間仁     | ST☆RISH                                                            | 13       |
| Shining Star Xmas                      | 上松範康   | 藤田淳平   | 藤田淳平   | ST☆RISH QUARTET★NIGHT                                              | 14       |
| 第三季                                 |            |            |            |                                                                    |          |
| The dice are cast                      | 上松範康   | 上松範康   | 藤間仁     | QUARTET★NIGHT                                                      | 1        |
| GOLDEN☆STAR                            | 上松範康   | 上松範康   | 母里治樹   | ST☆RISH QUARTET★NIGHT                                              | 2、12    |
| EMOTIONAL LIFE                         | 上松範康   | 上松範康   | 岩橋星實   | 一十木音也（寺島拓篤） 四之宮那月（谷山紀章）                      | 3        |
| Innocent Wind                          | 上松範康   | 上松範康   | 藤田淳平   | 美風藍（蒼井翔太）                                                 | 4        |
| Code：T.V.U                            | 上松範康   | 藤田淳平   | 藤田淳平   | 神宮寺蓮（諏訪部順一） 來栖翔（下野紘） 愛島塞西爾（鳥海浩輔）     | 5        |
| Saintly Territory                      | 上松範康   | 藤田淳平   | Evan Call  | 卡繆（前野智昭）                                                   | 6        |
| ONLY ONE                               | 上松範康   | 上松範康   | 岩橋星實   | 黑崎蘭丸（鈴木達央）                                               | 7        |
| ORIGINAL RESONANCE                     | 上松範康   | 上松範康   | 藤間仁     | 聖川真斗（鈴村健一） 一之瀨時也（宮野真守）                        | 8        |
| NEVER...                               | 上松範康   | 上松範康   | 喜多智弘   | 壽嶺二（森久保祥太郎）                                             | 9        |
|                                        | 上松範康   | 藤田淳平   | 藤田淳平   | QUARTET★NIGHT                                                      | 10、12   |
|                                        | 上松範康   | 藤田淳平   | 藤田淳平   | ST☆RISH                                                            | 11       |
| HE★VENS GATE -Beginning of the Legend- | 上松範康   | 藤間仁     | 藤間仁     | HE★VENS                                                            | 13       |
| 第四季                                 |            |            |            |                                                                    |          |
|                                        | 上松範康   | 上松範康   | 藤間仁     | HE★VENS QUARTET★NIGHT ST☆RISH                                      | 1        |
| KIZUNA                                 | 上松範康   | 上松範康   | 菊田大介   | QUARTET★NIGHT                                                      | 2        |
| Mighty Aura                            | 上松範康   | 上松範康   | 藤永龍太郎 | 一之瀨時也（宮野真守） 鳳瑛二（内田雄馬）                          | 3        |
| JUSTICE IMPULSE                        | 織田あすか | 藤田淳平   | 末益涼太   | 來栖翔（下野紘） 日向大和（木村良平）                              | 4        |
| Visible Elf                            | 織田あすか | 母里治樹   | 菊田大介   | 愛島塞西爾（鳥海浩輔） 天草紫苑（山下大輝）                        | 5        |
| Lovely Eyes                            | 織田あすか | 藤間仁     | Evan Call  | 神宮寺蓮（諏訪部順一） 桐生院凡（高橋英則）                        | 6        |
| Grown empathy                          | 織田あすか | 藤田淳平   | 岩橋星實   | 四之宮那月（谷山紀章） 帝凪（代永翼）                              | 7        |
| Lasting Oneness                        | 上松範康   | 上松範康   | 末益涼太   | 聖川真斗（鈴村健一） 皇綺羅（小野大輔）                            | 8        |
| NEXT DOOR                              | 上松範康   | 菊田大介   | 藤永龍太郎 | 一十木音也（寺島拓篤） 鳳瑛一（綠川光）                            | 9        |
| Symphony                               | 上松範康   | 中山真斗   | 中山真斗   | ST☆RISH                                                            | 10       |
|                                        | 上松範康   | 藤田淳平   | 菊田大介   | ST☆RISH                                                            | 11       |
| God's S.T.A.R                          | 上松範康   | 藤田淳平   | 藤田淳平   | QUARTET★NIGHT                                                      | 12       |
|                                        | 上松範康   | 藤間仁     | 藤間仁     | HE★VENS                                                            | 12       |
| WE ARE ST☆RISH!!                       | 上松範康   | 岩橋星實   | 岩橋星實   | ST☆RISH                                                            | 13       |
|                                        | 上松範康   | 上松範康   | 藤間仁     | ST☆RISH QUARTET★NIGHT HE★VENS                                      | 13       |
| 劇場版                                 |            |            |            |                                                                    |          |
| ファンタジック☆プレリュード            | 上松範康   | 上松範康   | 藤間仁     | ST☆RISH                                                            | 不適用   |
| THE WORLD IS MINE                      | 上松範康   | 上松範康   | 藤田淳平   | QUARTET★NIGHT                                                      | 不適用   |
| GIRA×2★SEVEN                           | 上松範康   | 上松範康   | 藤永龍太郎 | HE★VENS                                                            | 不適用   |
| Up-Down-Up!                            | 織田あすか | 藤田淳平   | 藤田淳平   | 一十木音也（寺島拓篤） 美風藍（蒼井翔太） 桐生院梵（高橋英則）     | 不適用   |
| エゴイスティック                       | 上松範康   | 藤永龍太郎 | 藤永龍太郎 | 四之宮那月（谷山紀章） 黑崎蘭丸（鈴木達央） 鳳瑛一（綠川光）       | 不適用   |
| Feather in the hand                    | 上松範康   | 母里治樹   | 母里治樹   | 聖川真斗（鈴村健一） 卡繆（前野智昭） 鳳瑛二（内田雄馬）           | 不適用   |
| 相愛トロイメライ                       | 織田あすか | 藤間仁     | 藤間仁     | 神宮寺蓮（諏訪部順一） 壽嶺二（森久保祥太郎） 皇綺羅（小野大輔）   | 不適用   |
| Colorfully☆Spark                       | 織田あすか | 末益涼太   | 末益涼太   | 來栖翔（下野紘） 帝凪（代永翼） 天草紫苑（山下大輝）               | 不適用   |
| カレイドスコープ                       | 織田あすか | 菊田大介   | 菊田大介   | 一之瀨時也（宮野真守） 愛島塞西爾（鳥海浩輔） 日向大和（木村良平） | 不適用   |
| 愛を捧げよ ～the secret Shangri-la～   | 織田あすか | 上松範康   | 藤間仁     | HE★VENS                                                            | 不適用   |
| FLY TO THE FUTURE                      | 上松範康   | 上松範康   | 菊田大介   | QUARTET★NIGHT                                                      | 不適用   |
| ウルトラブラスト                       | 上松範康   | 藤田淳平   | 笠井雄太   | ST☆RISH                                                            | 不適用   |
| マジLOVEキングダム                     | 上松範康   | 上松範康   | 岩橋星実   | ST☆RISH QUARTET★NIGHT HE★VENS                                      | 不適用   |

### 各集列表
| 話数                      | 日文标题                           | 中文标题                     | 脚本                     | 分镜                     | 演出                     | 作畫監督                                                                               | 總作画監督                                 |
| 第一季「MAJI LOVE1000%」  | 第一季「MAJI LOVE1000%」           | 第一季「MAJI LOVE1000%」     | 第一季「MAJI LOVE1000%」 | 第一季「MAJI LOVE1000%」 | 第一季「MAJI LOVE1000%」 | 第一季「MAJI LOVE1000%」                                                               | 第一季「MAJI LOVE1000%」                   |
| ------------------------- | ---------------------------------- | ---------------------------- | ------------------------ | ------------------------ | ------------------------ | -------------------------------------------------------------------------------------- | ------------------------------------------ |
| Op.1                      |                                    | 七色的指南针                 | 金春智子                 | 紅優                     | 山本靖貴                 | 小泉初榮                                                                               | 森光惠                                     |
| Op.2                      | BRAND NEW MELODY                   | BRAND NEW MELODY             | 金春智子                 | 流一岩                   | 流一岩                   | 藤岡真紀、加藤万由子 菅井翔                                                            | 森光惠                                     |
| Op.3                      | Knocking on the mind               | Knocking on the mind         | 金春智子                 | 大原實                   | 藤本次朗                 | 落合瞳                                                                                 | 森光惠                                     |
| Op.4                      | Believe Heart                      | 直到世界的盡頭Believe Heart  | 島田滿                   | 島崎奈奈子               | 島崎奈奈子 越田知明      | 岩本貴令、福永純一 河野繪美、高澤美佳                                                  | 森光惠                                     |
| Op.5                      | Go! Fight!!                        | 男氣全開Go! Fight!!          | 金春智子                 | 中野英明                 | 熨斗谷充孝               | 石田愛美、竹內由香里                                                                   | 森光惠                                     |
| Op.6                      | SHOUT OUT                          | 獵戶座SHOUT OUT              | 島田滿                   | 山本靖貴                 | 山本靖貴                 | 松本文子、岡崎洋美 小泉初榮、山口真未                                                  | 森光惠                                     |
| Op.7                      | Feeling heart                      | Feeling heart                | 金春智子                 | 流一岩                   | 星野真                   | 小谷杏子、加藤萬由子 長谷川友香                                                        | 森光惠                                     |
| Op.8                      | Eternity Love                      | Eternity Love                | 島田滿                   | 大原實                   | 木村延景                 | 佐光幸惠、高橋直樹 高乗陽子                                                            | 森光惠                                     |
| Op.9                      |                                    | 編織的各種夢想               | 金春智子                 | 近藤信宏                 | 藤本次朗                 | 落合瞳 神本兼利                                                                        | 藤岡真紀                                   |
| Op.10                     | 、Let's song!!                     | 那麼、Let's song!!           | 中村誠                   | 島津聰行                 | 島崎奈奈子 越田知明      | 福永純一、椛島洋介 宮井加奈                                                            | 森光惠 藤井真紀                            |
| Op.11                     |                                    | 未來地圖                     | 島田滿 紅優              | 三澤伸                   | 岡田貴洋                 | 石田愛美、竹內由香里 鈴木伸一                                                          | 森光惠 藤井真紀                            |
| Op.12                     |                                    | 迷路的心                     | 金春智子                 | 阿保孝雄                 | 阿保孝雄                 | 小泉初榮、岡崎洋美 山口真未、松本文子 長谷川友香、加藤萬由子                           | 森光惠 藤井真紀                            |
| Op.13                     |                                    | 真愛1000%                    | 金春智子                 | 近藤信宏 鵜飼悠紀        | 星野真                   | 藤岡真紀、佐光幸惠 落合瞳                                                              | 森光惠                                     |
| 第二季「MAJI LOVE2000%」  |                                    |                              |                          |                          |                          |                                                                                        |                                            |
| Op.1                      |                                    | Poison Kiss                  | 金春智子                 | 紅優                     | 星野真                   | 苏武裕子                                                                               | 森光惠                                     |
| Op.2                      |                                    | 愛的Reincarnation            | 鵜飼悠紀                 | 鵜飼悠紀                 | 清水一伸                 | 山本雅章、高泽美佳                                                                     | 森光惠                                     |
| Op.3                      | TRUE WING                          | TRUE WING                    | 紅優                     | 田所修                   | 熨斗谷充孝               | 竹內由香里                                                                             | 蘇武裕子                                   |
| Op.4                      |                                    | 戀櫻                         | 中村誠 安蘭須美志        | 鵜飼悠紀                 | 藤本次朗                 | 落合瞳                                                                                 | 森光惠                                     |
| Op.5                      | SMILE MAGIC                        | SMILE MAGIC                  | 大橋里美                 | 中村憲由                 | 小林浩輔                 | 大和田彩乃、渡邊瑠璃子 岡崎洋美                                                        | 蘇武裕子 藤岡真紀                          |
| Op.6                      |                                    | 橙色狂想曲                   | 金春智子                 | 宮浦栗生                 | 丸山由太                 | 松本文子、小谷杏子 牛尾優衣                                                            | 森光惠 藤岡真紀                            |
| Op.7                      |                                    | 向天狼星起誓                 | 鵜飼悠紀                 | 星野真                   | 星野真                   | 渡邊瑠璃子、高田晃 大島美和                                                            | 蘇武裕子                                   |
| Op.8                      |                                    | 星之幻想曲                   | 紅優                     | 望月智充                 | 泰義人 青柳宏宣          | 渡邊瑠璃子、岡崎洋美 石川智美、大和田綾乃 澤木巳登理                                   | 森光惠 藤岡真紀                            |
| Op.9                      | We are ST☆RISH                     | We are ST☆RISH               | 中村誠                   | 望月智充                 | 荒井省吾                 | 小谷杏子、大島美和 松本文子                                                            | 蘇武裕子 藤岡真紀                          |
| Op.10                     | CRYSTAL TIME                       | Crystal Time                 | 鵜飼悠紀                 | 福田道生                 | 熨斗谷充孝               | 竹內由香里、牧內桃子                                                                   | 森光惠 藤岡真紀                            |
| Op.11                     |                                    | 獻給追夢人的交響曲           | 金春智子                 | 鵜飼悠紀                 | 藤本次朗 淺見松雄        | 落合瞳、神本兼利 渡邊琉璃子、小谷杏子 川石桃、大島美和 藤岡真紀                        | 蘇武裕子                                   |
| Op.12                     | HE★VENS GATE                       | HE★VENS GATE                 | 三和春菜                 | 中村憲由                 | 星野真                   | 岡崎洋美、松本文子 小谷杏子、大島美和 高田晃、渡邊琉璃子                               | 森光惠 蘇武裕子 藤岡真紀                   |
| Op.13                     |                                    | 真愛2000％                   | 紅優                     | 阿保孝雄                 | 青柳宏宣 紅優            | 森光惠、岡崎洋美 小谷杏子、大島美和 松本文子、落合瞳 高田晃、武内 渡邊琉璃子、中山由美 | 森光惠 蘇武裕子 藤岡真紀                   |
| Op.14                     | Shining Star Xmas                  | Shining Star Xmas            | 金春智子                 | 星野真                   | 青柳宏宣                 | 蘇武裕子、森光惠 武内、神本兼利 今里佳子                                               | 森光惠                                     |
| 第三季「真愛革命」        |                                    |                              |                          |                          |                          |                                                                                        |                                            |
| Op.1                      | The dice are cast                  | The dice are cast            | 金春智子                 | 星野真                   | 星野真                   | 落合瞳                                                                                 | 森光惠                                     |
| Op.2                      | GOLDEN★STAR                        | GOLDEN★STAR                  | 金春智子                 | 星野真                   | 嵯峨敏                   | 伊藤智子、岡崎洋美 蘇武裕子                                                            | 森光惠                                     |
| Op.3                      | EMOTIONAL LIFE                     | EMOTIONAL LIFE               | 小林成朗                 | 保戶木知繪               | 江副仁美                 | 山崎愛                                                                                 | 蘇武裕子 岡崎洋美                          |
| Op.4                      | Innocent Wind                      | Innocent Wind                |                          | 加瀨充子                 | 政木伸一                 | 鈴木奈都子                                                                             | 落合瞳                                     |
| Op.5                      | Code:T.V.U                         | Code:T.V.U                   | 金春智子                 |                          | 駒屋健一郎               | 平野繪美、川村敏江 北條直明                                                            | 蘇武裕子 藤岡真紀                          |
| Op.6                      | Sainly Territory                   | Sainly Territory             | 小林成朗                 |                          | 藤本ジ朗                 | 工藤裕加、福世真奈美                                                                   | 落合瞳 森光惠                              |
| Op.7                      | ONLY ONE                           | ONLY ONE                     |                          | 安曇之惣一               | 嵯峨敏                   | 岡崎洋美、中山由美 加藤萬由子                                                          | 藤岡真紀 蘇武裕子                          |
| Op.8                      | ORIGINAL RESONANCE                 | ORIGINAL RESONANCE           | 金春智子                 | 保戶木知繪               | 高藤聡                   | 松本文子、神本兼利                                                                     | 落合瞳 森光惠                              |
| Op.9                      | NEVER...                           | NEVER...                     | 小林成朗                 | 福田道生                 | 江副仁美                 | 有我洋美、服部真澄 山崎愛、山崎敦子 小松真梨子、後藤麻梨子                             | 藤岡真紀 蘇武裕子 落合瞳                   |
| Op.10                     | Answer                             | Answer                       | 小林成朗                 |                          | 徐惠真                   | 小山和弘、津熊健德 金城美保、丸山大勝                                                  | 藤岡真紀 蘇武裕子 落合瞳 岡崎洋美          |
| Op.11                     |                                    | Thank you                    |                          | 保戶木知繪 安曇之惣一    |                          | 鈴木奈都子、安田祥子 臼田美夫                                                          | 藤岡真紀 蘇武裕子 落合瞳                   |
| Op.12                     |                                    | Evolution Eve                | 金春智子                 | 川崎逸朗                 | 藤本ジ朗                 | 工藤裕加、加藤萬由子 中山由美、羽田浩二                                                | 藤岡真紀 蘇武裕子 落合瞳                   |
| Op.13                     |                                    | 真愛革命                     | 金春智子                 | 福田道生                 | 嵯峨敏                   | 神本兼利、松本文子 高田晃、福世真奈美                                                  | 森光惠 藤岡真紀 蘇武裕子 落合瞳            |
| 第四季「真愛Legend Star」 |                                    |                              |                          |                          |                          |                                                                                        |                                            |
| Op.1                      |                                    | 將夢想寫進歌聲裏             | 金春智子                 | 古田丈司                 | 古田丈司                 | 竹内由香里、安田京弘                                                                   | 藤岡真紀                                   |
| Op.2                      | KIZUNA                             | 羈絆                         | 金春智子                 | 古田丈司                 | 大久保朋                 | 加藤万由子、安田京弘 牛尾優衣                                                          | 藤岡真紀 工藤裕加                          |
| Op.3                      | Mighty Aura                        | Mighty Aura                  | 小林成朗                 | 永岡志佳                 | 永岡志佳                 | 竹内由香里、岡崎洋美、松下郁子                                                         | 藤岡真紀 安田京弘                          |
| Op.4                      | JUSTICE IMPULSE                    | JUSTICE IMPULSE              | 小林成朗                 | 田辺泰裕                 | 浅見松雄                 | 上野翔太、佐々木敏子、中村統子 水谷麻美子、桜井木之実、山村俊了                        | 藤岡真紀 安田京弘                          |
| Op.5                      | Visible Elf                        | Visible Elf                  | 永井千晶                 | 古田丈司                 | 伊藤史央                 | 飯飼一幸、杉薗真希、長友望己                                                           | 藤岡真紀 安田京弘                          |
| Op.6                      | Lovely Eyes                        | Lovely Eyes                  | 金春智子                 | 小島正幸                 | 江副仁美                 | 山本径子、竹内由香里                                                                   | 藤岡真紀 安田京弘                          |
| Op.7                      | Grown empathy                      | Grown empathy                | 永井千晶                 | 古田丈司                 | 長山延好                 | 加藤万由子、實藤晴香、牛尾優衣                                                         | 藤岡真紀 安田京弘 工藤裕加                 |
| Op.8                      | Lasting Oneness                    | Lasting Oneness              | 金春智子                 | 古田丈司                 | 所俊克                   | 門智昭、田之上慎、柳孝相                                                               | 藤岡真紀 安田京弘 工藤裕加 岡崎洋美 山田史 |
| Op.9                      | NEXT DOOR                          | NEXT DOOR                    | 永井千晶                 | 永岡智佳                 | 永岡智佳                 | 竹内由香里、小松真梨子 長友望己、杉薗真希                                              | 藤岡真紀 安田京弘 山田史                   |
| Op.10                     | We believe you                     | We believe you               | 金春智子                 | 小島正幸                 | 浅見松雄                 | 桜井木之実、山村俊了、牛尾優衣                                                         | 藤岡真紀 安田京弘 工藤裕加 山田史 岡崎洋美 |
| Op.11                     | 未来、夢、ありがとう・・・そして！ | 未来、夢想、感謝・・・之後！ | 金春智子                 | 近藤信宏                 | 長山延好                 | 加藤万由子、長友望己、杉薗真希 小松真梨子、赤尾良太郎                                  | 藤岡真紀 安田京弘 工藤裕加 山田史 岡崎洋美 |
| Op.12                     | Three shining stars                | Three shining stars          | 永井千晶                 | 永岡智佳                 | 大久保朋                 | 門智昭、柳孝相、西村元秀 山下恵、中田知里、小松真梨子 牛尾優衣、服部憲治               | 藤岡真紀 安田京弘 岡崎洋美                 |
| Op.13                     | WE ARE ST★RISH!!                   | WE ARE ST★RISH!!             | 金春智子                 | 古田丈司                 | 酒井和男 古田丈司        | 小松真梨子、長友望己、杉薗真希 牛尾優衣                                                | 藤岡真紀 安田京弘 工藤裕加 岡崎洋美        |

### 與遊戲中的差異
- 動畫版中春歌入學前未接觸過作曲，也不曾閱讀過樂譜，但原作遊戲中春歌在入學前有在作街頭演出，而且還在入學志願書上附上了自己所作的樂曲。
- 動畫版中那月的裡人格砂月對音樂有著非常高的熱情，一有空閒都會作曲，但原作遊戲裡的砂月其實對有關於那月以外的事情都相當的冷漠。
- HAYATO的事務所與經理人以及HE★VENS等設定都是動畫原創。
- 動畫中蓮會進入早乙女學園就讀的原因是，被指示家族裡有人進入演藝圈可以成為神宮寺財團的活招牌而入學。（後期哥哥表示這其實是激將法）

但在原作遊戲中，蓮由於某個原因而從高中退學，蓮的哥哥（神宮寺家長男）因為擔心他而去拜託早乙女社長讓他入學，但是蓮卻誤以為家裡想讓自己當財團的活招牌。
- 動畫中那月與翔為竹馬竹馬。原作遊戲中兩人則是在小時後參加小提琴比賽時曾經相遇過，而且那月已經不記得那個時候的事了。

另外在動畫中翔因為那月的關係而患有懼高症，但在原作遊戲中患有懼高症的人是音也。

### 播放電視台
日本深夜動畫：下文記載的日本国内播放時間使用日本標準時間（UTC+9）表示。因為部分時間标识會採用30小时制，因此請留意这类超过24:00的时间，其實際播放時間為翌日清晨。
| 播放地區   | 播放電視台     | 播放日期               | 播放時間（UTC+9）          | 所屬聯播網 | 備註                        |
| 第1季      | 第1季          | 第1季                  | 第1季                      | 第1季      | 第1季                       |
| ---------- | -------------- | ---------------------- | -------------------------- | ---------- | --------------------------- |
| 東京都     | TOKYO MX       | 2011年7月2日 - 9月24日 | 星期六 24時00分 - 24時30分 | 独立UHF局  | E!TV節目                    |
| 群馬縣     | 群馬電視台     | 2011年7月2日 - 9月24日 | 星期六 24時00分 - 24時30分 | 独立UHF局  |                             |
| 栃木縣     | 栃木電視台     | 2011年7月2日 - 9月24日 | 星期六 24時00分 - 24時30分 | 独立UHF局  |                             |
| 愛知縣     | 愛知電視台     | 2011年7月4日 - 9月26日 | 星期一 26時00分 - 26時30分 | 東京電視網 |                             |
| 近畿廣域圏 | 每日放送       | 2011年7月4日 - 9月26日 | 星期一 26時50分 - 27時20分 | 日本新聞網 |                             |
| 日本全國   | NICONICO動畫   | 2011年7月4日 - 9月26日 | 星期一 27時30分 更新       | 網絡電視   |                             |
| 日本全國   | AT-X           | 2011年7月8日 - 9月30日 | 星期五 8時00分 - 8時30分   | 衛星電視   | 有重播                      |
| 第2季      |                |                        |                            |            |                             |
| 愛知縣     | 愛知電視台     | 2013年4月3日 - 6月26日 | 星期三 26時05分 - 26時35分 | 東京電視網 |                             |
| 近畿廣域圏 | 每日放送       | 2013年4月4日 - 6月27日 | 星期四 26時35分 - 27時05分 | 日本新聞網 | 每日放送星期四深夜動畫第3部 |
| 東京都     | TOKYO MX       | 2013年4月5日 - 6月28日 | 星期五 24時00分 - 24時30分 | 獨立UHF局  |                             |
| 日本全國   | NICONICO動畫   | 2013年4月6日 -         | 星期六 25時00分 更新       | 網絡電視   |                             |
| 日本全國   | BS11           | 2013年4月7日 -         | 星期日 24時00分 - 24時30分 | 衛星電視   | ANIME+節目                  |
| 日本全國   | AT-X           | 2013年4月12日 -        | 星期五 23時00分 - 23時30分 | 衛星電視   | 有重播                      |
| 第3季      |                |                        |                            |            |                             |
| 東京都     | TOKYO MX       | 2015年4月4日－6月27日  | 星期六 25時00分－25時30分  | 獨立UHF局  |                             |
| 近畿廣域圏 | 每日放送       | 2015年4月4日－6月27日  | 星期六 27時28分－27時58分  | 日本新聞網 | 「Anime Shower」第4部       |
| 愛知縣     | 愛知電視台     | 2015年4月6日－6月29日  | 星期一 26時05分－26時35分  | 東京電視網 |                             |
| 日本全國   | NICONICO生放送 | 2015年4月7日－6月30日  | 星期二 23時00分－23時30分  | 網絡電視   |                             |
| 日本全國   | NICONICO頻道   | 2015年4月7日－6月30日  | 星期二 23時30分 更新       | 網絡電視   |                             |
| 日本全國   | BS11           | 2015年4月10日－7月3日  | 星期五 23時00分－23時30分  | 衛星電視   | BS放送／ANIME+節目          |
| 日本全國   | AT-X           | 2015年4月10日－7月3日  | 星期五 23時30分－ 24時00分 | 衛星電視   | CS放送／有重播              |

| BS11 ANIME+節目 星期日 24時00分 - 24時30分 | BS11 ANIME+節目 星期日 24時00分 - 24時30分 | BS11 ANIME+節目 星期日 24時00分 - 24時30分 |
| ------------------------------------------ | ------------------------------------------ | ------------------------------------------ |
|                                            | 歌之王子殿下 真愛2000%                     |                                            |
| 玉子市場                                   | Free！                                     |                                            |

### 活動（電視動畫）
- 6月18日、歌之王子殿下 MAJI LOVE1000% 第1話首映上映會。

2011年6月18日舉行。共3場。出演者有3個場次都有登場的上松範康、第1場：谷山紀章、宮野真守、第2場：寺島拓篤、谷山紀章、第3場：寺島拓篤、宮野真守。
活動内容是第1季第1話的上映會、嘉賓們的TALK SHOW。
- 歌之王子殿下 MAJI LOVE1000%

2012年1月15日在ゆうぽうと大ホール舉行。共2場公演。2012年5月31日的公演内容有收錄成DVD發售。
- 歌之王子殿下 MAJI LOVE1000％ 2nd STAGE

2012年8月19日在Pacifico横濱舉行、共下午・夜晚2場公演。有收錄成DVD在2013年4月26日發售。
- 歌之王子殿下 MAJI LOVE2000% 第1話首映上映會。

2013年3月29日舉行。共3場。出演者有第1場：鈴村健一、宮野真守、蒼井翔太、第2場：寺島拓篤、諏訪部順一、鳥海浩輔、第3回場：下野紘、鈴木達央、前野智昭。
活動内容是第2季第1話的上映會、嘉賓們的TALK SHOW。。上松範康則是在TALK SHOW結束後才登場。

### 關聯商品（電視動畫）

#### 關聯CD
Idol Song CD
第一季
2011年7月20日 - 9月7日 Broccoli 每隔一週就會發行一張的連載單曲。每張單曲裡的第一首歌是電視動畫每一話的插曲，第二首歌則是PSP遊戲『歌之王子殿下 Debut』的插曲。
- Idol Song 一十木音也
- Idol Song 聖川真斗
- Idol Song 神宮寺蓮
- Idol Song 來翔
- Idol Song 四之宮那月
- Idol Song 一之瀨時也
- Idol Song 愛島塞西爾

第二季
2013年5月1日 - 6月12日 Broccoli 每隔一週會發行一張。
- 歌之王子殿下 真愛2000% Idol Song 來翔
- 歌之王子殿下 真愛2000% Idol Song 聖川真斗
- 歌之王子殿下 真愛2000% Idol Song 一十木音也
- 歌之王子殿下 真愛2000% Idol Song 神宮寺蓮
- 歌之王子殿下 真愛2000% Idol Song 四之宮那月
- 歌之王子殿下 真愛2000% Idol Song 愛島塞西爾
- 歌之王子殿下 真愛2000% Idol Song 一之瀨時也

第三季
2015年4月22日 - 6月3日 Broccoli 每隔一週會發行一張。
- 歌之王子殿下 真愛革命 CROSS UNIT Idol Song 一十木音也・四之宮那月
- 歌之王子殿下 真愛革命 Idol Song 美風藍
- 歌之王子殿下 真愛革命 CROSS UNIT Idol Song 神宮寺蓮・來栖翔・愛島塞西爾
- 歌之王子殿下 真愛革命 Idol Song 卡繆
- 歌之王子殿下 真愛革命 Idol Song 黑崎蘭丸
- 歌之王子殿下 真愛革命 CROSS UNIT Idol Song 聖川真斗・一之瀨時也
- 歌之王子殿下 真愛革命 Idol Song 壽嶺二

```
 
第四季
```

2016年10月26日 - 12月7日 Broccoli 每隔一週會發行一張。
- 歌之王子殿下 真愛傳奇之星 Duet Idol Song 一之瀬時也＆鳳瑛二
- 歌之王子殿下 真愛傳奇之星 Duet Idol Song 来栖翔＆日向大和
- 歌之王子殿下 真愛傳奇之星 Duet Idol Song 愛島賽西爾＆天草紫苑
- 歌之王子殿下 真愛傳奇之星 Duet Idol Song 神宮寺蓮＆桐生院梵
- 歌之王子殿下 真愛傳奇之星 Duet Idol Song 四之宮那月＆帝凪
- 歌之王子殿下 真愛傳奇之星 Duet Idol Song 聖川真斗＆皇綺羅
- 歌之王子殿下 真愛傳奇之星 Duet Idol Song 一十木音也＆鳳瑛一

#### DVD / BD
第1季
2011年9月21日開始到2012年2月22日期間發售。
每卷DVD都有付上「原聲帶CD」特典,也收錄了影像特典「猜謎的王子殿下？」。還特別請遊戲角色的原畫家倉花千夏繪製了Special BOX作為初回版特典。
DVD第一卷，在2011年10月3日的Oricon公信榜周間DVD總和排行、動畫DVD總和排行裡獲得了第一名。首賣賣出了2萬932張。BD則獲得了第10名，首賣賣出了8110張。
DVD・BD第1卷、付上了在2012年1月15日舉行的『「歌之王子殿下 真愛1000%」SPECIAL LIVE EVENT』的首映會先行抽選申請碼。
第2季
2013年6月26日開始到12月25日期間發售。
除了每卷都有付上原聲帶CD以外、還有收錄映像特典『歸來的猜謎的王子殿下？』。作為初回特典，把包裝盒作成了收納盒的款式。
DVD・BD第1卷、付上了在2013年12月1日舉行的LIVE EVENT「MAJI LOVE LIVE 3rd STAGE」的先行抽選申請碼。
第3季
2015年7月1日開始12月2日期間發售。
DVD・BD第1・2卷、付上了預定在2016年1月16日、1月17日舉行的LIVE EVENT「MAJI LOVELIVE 5th STAGE」的先行抽選申請碼。
第4季
```
2017年1月11日開始5月24日期間發售。
```

DVD・BD第1・2卷、付上了預定在2017年5月27日、5月28日舉行的LIVE EVENT「MAJI LOVELIVE 6th STAGE」的先行抽選申請碼。

| 張数  | 發售日         | 收錄話           | 影像特典 | 規格編號    | 規格編號    |
| 張数  | 發售日         | 收錄話           | 影像特典 | DVD         | BD          |
| 第1季 | 第1季          | 第1季            | 第1季 | 第1季       | 第1季       |
| ----- | -------------- | ---------------- | --- | ----------- | ----------- |
| 1     | 2011年9月21日  | Op.1 - 2         | 首映會TALK單元節選、クイズの☆プリンスさまっ？ Part 1 | KIZB-76/7   | KIZX-30/1   |
| 2     | 2011年10月26日 | Op.3 - 4         | 「オルフェ」無字幕版本、クイズの☆プリンスさまっ？ Part 2                                                                                                   | KIZB-78/9   | KIZX-32/3   |
| 3     | 2011年11月23日 | Op.5 - 6         | 「マジLOVE1000%」Op.1 無字幕版本、クイズの☆プリンスさまっ？ Part 3                                                                                         | KIZB-80/1   | KIZX-34/5   |
| 4     | 2011年12月21日 | Op.7 - 8         | 預告&CM 精選、クイズの☆プリンスさまっ？ Part 4 | KIZB-82/3   | KIZX-36/7   |
| 5     | 2012年1月25日  | Op.9 - 10        | マジLOVE1000%&Idol Song Special Audition、クイズの☆プリンスさまっ？ Part 5                                                                                 | KIZB-84/5   | KIZX-38/9   |
| 6     | 2012年2月22日  | Op.11 - 13       | ★「マジLOVE1000％」舞蹈教學Video、クイズの☆プリンスさまっ？ Part 6                                                                                         | KIZB-86/7   | KIZX-40/1   |
| 第2季 |                |                  | |             |             |
| 1     | 2013年6月26日  | Op.1 - 2         | 首映會TALK單元節選、帰ってきたクイズの☆プリンスさまっ？ Part 1                                                                                             | KIZB-136/7  | KIZX-102/3  |
| 2     | 2013年7月24日  | Op.3 - 4         | 「カノン」無字幕版本、帰ってきたクイズの☆プリンスさまっ？ Part 2                                                                                           | KIZB-138/9  | KIZX-104/5  |
| 3     | 2013年8月28日  | Op.5 - 6         | 「マジLOVE2000%」Op.1 無字幕版本、帰ってきたクイズの☆プリンスさまっ？ Part 3                                                                               | KIZB-140/1  | KIZX-106/7  |
| 4     | 2013年9月25日  | Op.7 - 8         | 預告&CM 精選、帰ってきたクイズの☆プリンスさまっ？ Part 4                                                                                                   | KIZB-142/3  | KIZX-108/9  |
| 5     | 2013年10月23日 | Op.9 - 10        | 原聲帶錄音花絮、帰ってきたクイズの☆プリンスさまっ？ Part 5                                                                                                 | KIZB-144/5  | KIZX-110/1  |
| 6     | 2013年11月27日 | Op.11 - 12       | 商店前商映會用的角色聲音留言、帰ってきたクイズの☆プリンスさまっ？ Part 6                                                                                   | KIZB-146/7  | KIZX-112/3  |
| 7     | 2013年12月25日 | Op.13 電視未播放 | 「マジLOVE2000%」舞蹈教學Video、帰ってきたクイズの☆プリンスさまっ？ Part 7                                                                                 | KIZB-148/9  | KIZX-114/5  |
| 第3季 |                |                  | |             |             |
| 1     | 2015年7月1日   | Op.1 - 2         | 首映會TALK單元節選、飛び出せ！クイズの☆プリンスさまっ♪ Part 1                                                                                              | KIZB-201/2  | KIZX-217/8  |
| 2     | 2015年8月5日   | Op.3 - 4         | 「The dice are cast」無字幕版本、飛び出せ！クイズの☆プリンスさまっ？ Part 2                                                                                | KIZB-203/4  | KIZX-219/20 |
| 3     | 2015年9月2日   | Op.5 - 6         | 「マジLOVEレボリューションズ」Op.1 無字幕版本、飛び出せ！クイズの☆プリンスさまっ？ Part 3                                                                  | KIZB-205/6  | KIZX-221/2  |
| 4     | 2015年10月7日  | Op.7 - 8         | 「シャイン」無字幕版本、飛び出せ！クイズの☆プリンスさまっ？ Part 4                                                                                         | KIZB-207/8  | KIZX-223/4  |
| 5     | 2015年11月4日  | Op.9 - 10        | 商店前商映會用的角色聲音留言集、飛び出せ！クイズの☆プリンスさまっ？ Part 5                                                                                 | KIZB-209/10 | KIZX-225/6  |
| 6     | 2015年12月2日  | Op.11 - 13       | 舞蹈教學Video（マジLOVEレボリューションズ / The dice are cast / エボリューション・イヴ） CM 精選、飛び出せ！クイズの☆プリンスさまっ？ スペシャルバージョン | KIZB-211/2  | KIZX-227/8  |
| 第4季 |                |                  | |             |             |
| 1     | 2017年1月11日  | Op.1 - 2         | 首映會TALK單元節選、クイズの☆プリンスさまっ？マジLOVEオールスター ～QUARTET NIGHT 前編～                                                                   | KIZB-236/7  | KIZX-272/3  |
| 2     | 2017年2月8日   | Op.3 - 4         | 「テンペスト」無字幕版本、クイズの☆プリンスさまっ？マジLOVEオールスター ～QUARTET NIGHT 後編～                                                             | KIZB-238/9  | KIZX-274/5  |
| 3     | 2017年3月8日   | Op.5 - 6         | 「マジLOVEレジェンドスター」無字幕版本、クイズの☆プリンスさまっ？マジLOVEオールスター ～HE★VENS 前編～                                                     | KIZB-240/1  | KIZX-276/7  |
| 4     | 2017年4月5日   | Op.7 - 8         | CM精選、クイズの☆プリンスさまっ？ マジLOVEオールスター ～HE★VENS 後編～                                                                                    | KIZB-242/3  | KIZX-278/9  |
| 5     | 2017年5月10日  | Op.9 - 10        | 商店前商映會用的角色聲音留言集、クイズの☆プリンスさまっ？ マジLOVEオールスター ～ST☆RISH 前編～                                                            | KIZB-244/5  | KIZX-280/1  |
| 6     | 2017年5月24日  | Op11 - 12        | 舞蹈教學Video（God's S.T.A.R.／不滅のインフェルノ／WE ARE ST☆RISH!!）、 クイズの☆プリンスさまっ？ マジLOVEオールスター ～ST☆RISH 後編～                    | KIZB-246/7  | KIZX-282/3  |

### 書籍（電視動畫）
歌王子殿下 真愛1000% 角色&VOICE BOOK
2011年9月22日發售。收錄了主要角色的新作插畫、角色訪談、製作工作人員訪談。
歌王子殿下 真愛1000% 公式FANBOOK
2011年12月29日發售。收錄了ST☆RISH的訪談、各話登場的服裝介紹、全話的回顧、工作人員的問卷調查。
歌王子殿下 真愛1000% ST☆RISH OFFICIAL FAN BOOK STARLIGHT RAINBOW
2012年1月10日發售。ST☆RISH的FAN BOOK、收錄了秘密LIVE的Repo、LIVE休息室訪談。

## 備註
1. 1 2  一十木音也（寺島拓篤）、聖川真斗（鈴村健一）、四之宮那月（谷山紀章）、一之濑时也（宮野真守）、神宮寺莲（諏訪部順一）、来翔（下野紘）
2. 1 2 3 4 5 6 7 8 9 10 11 12 13  一十木音也（寺島拓篤）、聖川真斗（鈴村健一）、四之宮那月（谷山紀章）、一之濑时也（宮野真守）、神宮寺莲（諏訪部順一）、来栖翔（下野紘）、爱岛塞西尔（鸟海浩辅）
3. 1 2 3 4 5 6 7 8 9  寿岭二（森久保祥太郎）、黑崎兰丸（铃木达央）、美风蓝（苍井翔太）、卡繆（前野智昭）
4. ↑  第14話時用作片尾曲
5. ↑  鳳瑛一（綠川光）、皇綺羅（小野大輔）、帝凪（代永翼）
6. ↑  第1話用作片頭曲
7. ↑  第10話播放時歌曲並未顯示標題
8. 1 2 3 4  鳳瑛一（綠川光）、皇綺羅（小野大輔）、帝凪（代永翼）、鳳瑛二（内田雄馬）、桐生院凡（高橋英則）、日向大和（木村良平）、天草紫苑（山下大輝）

9. 鳳瑛二年齡來源: https://myanimelist.net/character/130559/Eiji_Ootori （页面存档备份，存于）
10. 桐生院ヴァン、日向大和、天草シオン年齡來源: https://ask-utapri-heavens.tumblr.com/post/174496715545/heavens-ages-headcanons （页面存档备份，存于）